# Formazioni di Superliga serba di pallavolo femminile 2012-2013
Formazioni delle squadre di pallavolo partecipanti alla stagione 2012-2013 del campionato di Superliga serba.

## Dinamo Pančevo
| N° | Nome                    | Ruolo | Data di nascita   | Nazionalità sportiva |
| -- | ----------------------- | ----- | ----------------- | -------------------- |
| -  | Aleksandar Vladisavljev | All   | -                 | Serbia               |
| 1  | Nikolina Ašćerić        | C     | 12 aprile 1994    | Serbia               |
| 2  | Milana Nićiforović      | S     | 1998              | Serbia               |
| 3  | Jelena Petrov           | L     | 24 settembre 1991 | Serbia               |
| 4  | Katarina Kojić          | P     | 6 dicembre 1994   | Serbia               |
| 5  | Vesna Sekulić           | S/O   | 6 febbraio 1992   | Serbia               |
| 6  | Aleksandra Vladisavljev | S     | 22 dicembre 1994  | Serbia               |
| 7  | Sanja Trivunović        | S     | 29 marzo 1990     | Serbia               |
| 8  | Milica Bezarević        | S     | 27 dicembre 1991  | Serbia               |
| 10 | Tanja Sredić            | C     | 11 ottobre 1991   | Serbia               |
| 11 | Jelena Cvijović         | S     | 30 settembre 1992 | Montenegro           |
| 12 | Katarina Simić          | S     | 14 febbraio 1994  | Serbia               |
| 13 | Marija Kovačić          | L     | 1997              | Serbia               |
| 14 | Emilija Milovanović     | P     | 7 agosto 1989     | Serbia               |
| 15 | Dragana Marković        | S     | 1995              | Serbia               |

## Jedinstvo Stara Pazova
| N° | Nome                  | Ruolo | Data di nascita | Nazionalità sportiva |
| -- | --------------------- | ----- | --------------- | -------------------- |
| -  | Ljubomir Galogaža     | All   |                 | Serbia               |
| 1  | Milica Knežević       | P     | 1995            | Serbia               |
| 2  | Milica Četojević      | P     | 1996            | Serbia               |
| 3  | Mirjana Rajić         | S     | 1993            | Serbia               |
| 5  | Tatjana Radosavljević | S     | 1995            | Serbia               |
| 6  | Jelena Lazić          | S     | 1995            | Serbia               |
| 7  | Nina Jakić            | C     | 1994            | Serbia               |
| 8  | Darija Barjaktarević  | S     | 1996            | Serbia               |
| 9  | Anja Marković         | C     | 1989            | Serbia               |
| 10 | Marina Jurišić        | C     | 1993            | Serbia               |
| 11 | Marijana Bjelobrk     | S/O   | 1995            | Serbia               |
| 12 | Jovana Đukanović      | L     | 1989            | Serbia               |
| 13 | Milica Jurišić        | P     | 1991            | Serbia               |
| 14 | Bojana Martinović     | S     | 1991            | Serbia               |
| 15 | Ivana Vojinović       | S/O   | 1989            | Serbia               |
| 16 | Dubravka Đurić        | C     | 1991            | Serbia               |
| 17 | Isidora Stanojević    | S     | 1991            | Serbia               |
| 18 | Tatjana Manot         | S     | 1994            | Serbia               |

## Jedinstvo Užice
| N° | Nome                | Ruolo | Data di nascita   | Nazionalità sportiva |
| -- | ------------------- | ----- | ----------------- | -------------------- |
| -  | Saša Nedeljković    | All   | -                 | Serbia               |
| 1  | Marija Dumanjić     | S     | 1996              | Serbia               |
| 2  | Slavica Tripković   | S     | 1996              | Serbia               |
| 3  | Miljana Trivunić    | S     | 25 aprile 1986    | Serbia               |
| 4  | Tina Sekulić        | P     | 1995              | Serbia               |
| 5  | Sara Kompirović     | S     | 1996              | Serbia               |
| 6  | Jelena Jelisavčić   | C     | 1º marzo 1994     | Serbia               |
| 7  | Vesna Tomašević     | S     | 10 ottobre 1981   | Serbia               |
| 8  | Maja Aleksić        | C     | 1º febbraio 1997  | Serbia               |
| 9  | Anica Kutlešić      | C     | 1996              | Serbia               |
| 10 | Bojana Marjanović   | C     | 27 settembre 1980 | Serbia               |
| 11 | Kristina Češljar    | P     | 11 luglio 1985    | Serbia               |
| 12 | Milica Radović      | S     | 25 aprile 1992    | Serbia               |
| 13 | Aleksandra Spasenić | L     | 1995              | Serbia               |
| 15 | Miljana Trajković   | S/O   | 1995              | Serbia               |

## Kolubara
| N° | Nome              | Ruolo | Data di nascita  | Nazionalità sportiva |
| -- | ----------------- | ----- | ---------------- | -------------------- |
| -  | Milan Sikimić     | All   | -                | Serbia               |
| 1  | Ivana Jakovljević | L     | 2 marzo 1989     | Serbia               |
| 3  | Aleksandra Gajić  | C     | 3 agosto 1993    | Serbia               |
| 4  | Anđela Stojković  | C     | 29 novembre 1993 | Serbia               |
| 5  | Sanja Đurđević    | S     | 25 marzo 1998    | Serbia               |
| 6  | Tijana Ranitović  | C     | 14 luglio 1997   | Serbia               |
| 7  | Dragana Brković   | P     | 4 maggio 1984    | Serbia               |
| 9  | Ana Mijaljević    | C     | 23 gennaio 1997  | Serbia               |
| 10 | Milica Terzić     | S     | 6 giugno 1988    | Serbia               |
| 11 | Slađana Erić      | C     | 29 luglio 1983   | Serbia               |
| 12 | Aleksandar Jegdić | L     | 9 ottobre 1994   | Serbia               |
| 17 | Anita Zlatić      | S/O   | 27 maggio 1989   | Serbia               |
| 15 | Mina Anđelković   | P     | 11 novembre 1997 | Serbia               |
| 18 | Ana Bogdanović    | C     | 27 aprile 1989   | Serbia               |

## Spartak Subotica
| N° | Nome                  | Ruolo | Data di nascita   | Nazionalità sportiva |
| -- | --------------------- | ----- | ----------------- | -------------------- |
| -  | Damir Petković        | All   | -                 | Serbia               |
| 1  | Olga Raonić           | P     | 31 dicembre 1986  | Serbia               |
| 3  | Sanja Memišević       | L     | 8 dicembre 1989   | Serbia               |
| 4  | Jelena Trnić          | C     | 1995              | Serbia               |
| 5  | Aleksandra Cvetićanin | S     | 5 aprile 1993     | Serbia               |
| 7  | Adela Helić           | S/O   | 24 febbraio 1990  | Serbia               |
| 11 | Jelena Vujčin         | S/O   | 1995              | Serbia               |
| 9  | Emilija Antanasijević | P     | 10 agosto 1994    | Serbia               |
| 10 | Sofija Medić          | C     | 10 gennaio 1991   | Serbia               |
| 12 | Tatjana Matić         | S     | 21 marzo 1989     | Serbia               |
| 13 | Doris Radakov         | S     | 1997              | Serbia               |
| 14 | Jelena Oluić          | S     | 15 gennaio 1994   | Serbia               |
| 15 | Ivana Mrdak           | C     | 15 settembre 1993 | Serbia               |
| 16 | Dragana Matić         | L     | 1992              | Serbia               |

## Stella Rossa
| N° | Nome                | Ruolo | Data di nascita   | Nazionalità sportiva |
| -- | ------------------- | ----- | ----------------- | -------------------- |
| -  | Ratko Pavličević    | All   | 4 luglio 1965     | Serbia               |
| 1  | Jadranka Budrović   | C     | 5 maggio 1992     | Serbia               |
| 3  | Katarina Čanak      | C     | 18 agosto 1995    | Serbia               |
| 4  | Katarina Marinković | S     | 4 aprile 1996     | Serbia               |
| 5  | Mina Popović        | C     | 16 settembre 1994 | Serbia               |
| 6  | Maja Simić          | P     | 18 aprile 1995    | Serbia               |
| 7  | Jelena Novaković    | S/O   | 18 aprile 1995    | Serbia               |
| 9  | Teodora Pušić       | L     | 12 marzo 1993     | Serbia               |
| 10 | Sara Vojnić Purcar  | S     | 16 gennaio 1996   | Serbia               |
| 11 | Ana Bjelica         | S     | 3 aprile 1992     | Serbia               |
| 12 | Jovana Stevanović   | C     | 30 giugno 1992    | Serbia               |
| 13 | Milica Kubura       | S     | 20 marzo 1995     | Serbia               |
| 14 | Nadica Dragutinović | L     | 3 maggio 1995     | Serbia               |
| 15 | Ljubica Kecman      | S     | 10 dicembre 1993  | Serbia               |
| 17 | Nikolina Lukić      | S     | 18 agosto 1994    | Serbia               |
| 18 | Júlia Milovits      | P     | 1º marzo 1990     | Ungheria             |

## TENT
| N° | Nome                 | Ruolo | Data di nascita  | Nazionalità sportiva |
| -- | -------------------- | ----- | ---------------- | -------------------- |
| -  | Nikola Jerković      | All   | -                | Serbia               |
| 1  | Antonina Pilipović   | S     | 2 aprile 1993    | Serbia               |
| 2  | Nada Mitrović        | S     | 22 ottobre 1994  | Serbia               |
| 3  | Milica Ćeranić       | S     | 22 ottobre 1994  | Serbia               |
| 4  | Marina Žunić         | S/O   | 4 gennaio 1988   | Serbia               |
| 6  | Teodora Jovičić      | L     | 11 giugno 1990   | Serbia               |
| 7  | Jelena Vignjević     | P     | 7 giugno 1996    | Serbia               |
| 10 | Danijela Andrić      | C     | 1988             | Serbia               |
| 11 | Milica Misojčić      | S     | 2 aprile 1993    | Serbia               |
| 12 | Jelena Dugić         | S     | 1993             | Serbia               |
| 14 | Sonja Puzović        | C     | 24 novembre 1984 | Serbia               |
| 15 | Jelena Stanimirović  | S     | 7 agosto 1992    | Serbia               |
| 17 | Katarina Vukomanović | L     | 26 ottobre 1990  | Serbia               |
| 18 | Brankica Stevanović  | P     | 24 giugno 1985   | Serbia               |

## Varadin
| N° | Nome              | Ruolo | Data di nascita  | Nazionalità sportiva |
| -- | ----------------- | ----- | ---------------- | -------------------- |
| -  | Jovo Caković      | All   |                  | Serbia               |
| 1  | Maja Malčić       | S/O   | 27 maggio 1987   | Serbia               |
| 2  | Tijana Miljanić   | S     | 1996             | Serbia               |
| 3  | Jasmina Šjar      | S     | 1985             | Serbia               |
| 4  | Maja Bakmaz       | P     | 1994             | Serbia               |
| 5  | Snežana Jovičić   | C     | 16 gennaio 1993  | Serbia               |
| 6  | Jelena Račić      | S     | 15 febbraio 1989 | Serbia               |
| 7  | Jovana Mihajlović | S     | 9 ottobre 1994   | Serbia               |
| 9  | Dragana Divac     | P     | 12 febbraio 1992 | Serbia               |
| 10 | Marija Mihajlović | L     | 1992             | Serbia               |
| 11 | Ana Jakšić        | C     | 16 gennaio 1986  | Serbia               |
| 12 | Jelena Bajat      | S     | 1994             | Serbia               |
| 13 | Anja Malešević    | S     | 1995             | Serbia               |
| 15 | Ines Čović        | S     | 1993             | Serbia               |
| 17 | Jelena Vulin      | C     | 1996             | Serbia               |
| 18 | Danica Galjak     | L     | 23 agosto 1993   | Serbia               |

## Vizura
| N° | Nome                  | Ruolo | Data di nascita  | Nazionalità sportiva |
| -- | --------------------- | ----- | ---------------- | -------------------- |
| -  | Željko Šćepanović     | All   |                  | Serbia               |
| 1  | Jelena Medarević      | P     | 24 luglio 1992   | Serbia               |
| 2  | Katarina Petrović     | C     | 1º febbraio 1996 | Serbia               |
| 3  | Aleksandra Stepanović | L     | 1º febbraio 1994 | Serbia               |
| 4  | Sara Lozo             | S     | 29 aprile 1997   | Serbia               |
| 5  | Maja Savić            | C     | 14 agosto 1993   | Serbia               |
| 6  | Sonja Vukosavljević   | C     | 23 luglio 1995   | Serbia               |
| 10 | Nataša Čikiriz        | S     | 26 giugno 1995   | Serbia               |
| 11 | Maja Đorđević         | S     | 26 dicembre 1997 | Serbia               |
| 12 | Bianka Buša           | S     | 25 luglio 1994   | Serbia               |
| 13 | Slađana Mirković      | P     | 7 ottobre 1995   | Serbia               |
| 14 | Irena Klačar          | C     | 21 luglio 1995   | Serbia               |
| 17 | Dajana Bošković       | S/O   | 15 luglio 1994   | Bosnia ed Erzegovina |
| 18 | Tijana Bošković       | S     | 8 marzo 1987     | Serbia               |

## Železničar Lajkovac
| N° | Nome                | Ruolo | Data di nascita | Nazionalità sportiva |
| -- | ------------------- | ----- | --------------- | -------------------- |
| -  | Marko Rodosavljević | All   |                 | Serbia               |
| 2  | Nevena Veljković    | C     | 12 gennaio 1989 | Serbia               |
| 3  | Sanja Trivunović    | S     | 29 marzo 1990   | Serbia               |
| 4  | Ivana Lazarević     | P     | 1993            | Serbia               |
| 5  | Jelena Raković      | P     | 10 gennaio 1993 | Serbia               |
| 6  | Jovana Nenadović    | C     | 1998            | Serbia               |
| 7  | Tijana Aćimović     | S     | 15 aprile 1993  | Serbia               |
| 8  | Suzana Biševac      | S     | 1981            | Serbia               |
| 9  | Marina Tešanović    | C     | 23 aprile 1985  | Serbia               |
| 10 | Nina Škarić         | L     | 1991            | Serbia               |
| 11 | Ivana Tufegdžić     | S/O   | 1995            | Serbia               |
| 12 | Aleksandra Knežević | L     | 1992            | Serbia               |
| 13 | Jovana Jovičić      | S/O   | 20 luglio 1994  | Serbia               |
| 14 | Mia Vulović         | S/O   | 19 agosto 1984  | Serbia               |
| 15 | Marina Petrović     | S     | 1979            | Serbia               |